# Trollberget (naturreservat, Ockelbo kommun)
Trollberget är ett naturreservat i Ockelbo kommun i Gävleborgs län.
Området är naturskyddat sedan 2017 och är 70 hektar stort. Reservatet omfattar berget med detta namn på vars topp det växer äldre hällmarkstallskog. I övrigt består det av äldre barrblandskog och granskog samt lövskog.